# Plaquemines megye
Plaquemines megye az Amerikai Egyesült Államokban, azon belül Louisiana államban található. Megyeszékhelye Pointe à la Hache, legnagyobb városa Belle Chasse. Lakosainak száma 23 515 fő (2020. április 1.). Plaquemines megye Saint Bernard, Orleans és Jefferson megyékkel határos.

## Népesség
A megye népességének változása:
| Lakosok száma | 23 123 | 23 641 | 23 879 | 23 550 | 23 495 | 23 515 |
|               | 2010   | 2011   | 2012   | 2013   | 2015   | 2020   |